# Vregille
Vregille là một xã ở tỉnh Haute-Saône trong vùng Franche-Comté phía đông Pháp. Xã có diện tích 4,28 km², dân số năm 2006 là 176 người. Khu vực này có độ cao từ 204-277 mét trên mực nước biển.